# Kaniža
Kaniža är en ort i Kroatien.   Den ligger i länet Brod-Posavina, i den östra delen av landet, 170 km sydost om huvudstaden Zagreb. Kaniža ligger 87 meter över havet och antalet invånare är 828.
Terrängen runt Kaniža är platt. Runt Kaniža är det ganska tätbefolkat, med 65 invånare per kvadratkilometer. Närmaste större samhälle är Slavonski Brod, 11,7 km nordost om Kaniža. I omgivningarna runt Kaniža växer i huvudsak blandskog.